# Newyorská státní univerzita ve Stony Brooku
Newyorská státní univerzita ve Stony Brooku, anglicky State University of New York at Stony Brook, běžně známá jako Stony Brook University, je americká státní univerzita ve Stony Brooku na Long Islandu v americkém státě New York. Je jedním ze čtyř univerzitních center státu New York. V rámci univerzity funguje Institut teoretické fyziky a Mořské vědecké výzkumné centrum.
Na podzim roku 2019 bylo na Stony Brook University zapsáno 26 814 studentů, z toho 17 909 studentů před dosažením diplomu (undergraduate) a 8 905 postgraduálních (postgraduate).

## Významné osobnosti

### Profesoři
- Jacques Derrida – francouzský filozof, považovaný za zakladatele dekonstrukce
- Richard Leakey – významný paleontolog

### Nositelé Nobelovy ceny
- Jang Čen-ning – Nobelova cena za fyziku, 1957
- Paul Lauterbur – Nobelova cena za fyziologii a medicínu, 2003

### Absolventi
- Robert Aumann – izraelský matematik, nositel Nobelovy ceny za ekonomii, 2005
- Jef Raskin – americký inženýr a softwarový vývojář
- Patricia S. Cowingsová –  psychofyzioložka a psycholožka, 1970